# Holstein (Iowa)
Pour les articles homonymes, voir Holstein (homonymie).
Holstein est une ville du comté d'Ida, en Iowa, aux États-Unis. Elle est fondée en 1882 et incorporée le 25 avril 1883.

## Source de la traduction
- (en) Cet article est partiellement ou en totalité issu de l’article de Wikipédia en anglais intitulé « Holstein, Iowa » (voir la liste des auteurs).